# Nikol Duman
Nikol Duman (in armeno: Նիկոլ Դուման) (Tsaghkashat, 12 gennaio 1867 – Kislovodsk, 23 settembre 1914) è stato un politico e rivoluzionario armeno.

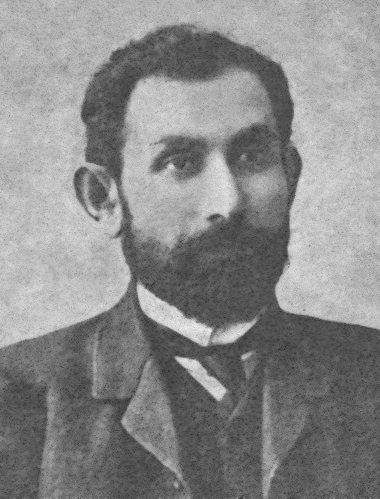
Nikol Duman

Al secolo Nikoghayos Ter-Hovhannisyan (in armeno: Նիկողայոս Տեր-Հովհաննիսյան) fu un combattente armeno originario del Karabakh.

## Biografia
Nikoghayos Ter-Hovhannisyan nacque da una famiglia armena nel villaggio di Tsaghkashat (Ghshlagh) nel Nagorno Karabakh. Suo padre era un prete. Nel 1887 si diplomò alla scuola diocesana di Shushi. Andò quindi ad insegnare nelle scuole armene del Caucaso settentrionale fino al 1891 per poi spingersi fino a Tabriz dove continuò la sua professione di insegnante e fu anche tesoriere del locale circolo armeno.
Agli inizi del 1893 fu docente nel villaggio di Galasar Selmas (odierno Iran, vicino al confine con l'attuale Turchia)  dove prese parte attivamente alla vita della comunità armena locale e divenne membro della Federazione Rivoluzionaria Armena. In seguito divenne componente del Comitato ARF a Tabriz unitamente a Ovnanom Davtyan e Hovsep Arghutian.

## Attività politica e di lotta
Dopo i Massacri hamidiani di armeni avvenuti tra il 1894 ed il 1896, Nikol decise di dedicarsi interamente alla causa armena nel movimento di liberazione nazionale e nella organizzazione di autodifesa.
Nel 1895 si diresse a Van con un gruppo di una decina di persone. La sua casa venne assediata dalla cavalleria curda che le diede fuoco; Nikol, in mezzo al fumo che si levava riuscì a fuggire ed a rifugiarsi sulle montagne. I curdi ammirando il suo valore da quel giorno lo soprannominarono "Duman" (Fumo). Fu arrestato poi a Van ma presto rilasciato. Nel 1897 fu uno dei promotori della "Spedizione Khasanor", attacco punitivo e vendicativo nei confronti di una tribù curda che aveva partecipato attivamente ai massacri hamidiani contro gli armeni.
Si spostò poi nell'Impero Russo e cercò, invano, di prendere parte alla rivolta di Sassun. Nel 1905 fu chiamato a Baku per organizzare l'autodifesa degli armeni attaccati dagli azeri. Fu uno dei teorici della liberazione della Armenia occidentale, partecipò all'azione del partito Dashnak; dopo la rivoluzione dei Giovani Turchi nel 1908 guidò operazioni di autodifesa a Van, Erzerum e Trebisonda.

## La morte
Nel 1914 si ammalò di tubercolosi e dovette ricoverarsi per il trattamento nella località di Kislovodsk nella Russia meridionale. Resosi conto che non sarebbe stato in grado di partecipare con gli altri combattenti armeni alle operazioni legate alla prima guerra mondiale decise di suicidarsi con un colpo di pistola la sera del 23 settembre 1914. È sepolto a Tbilisi, nel Pantheon armeno, vicino al fondatore della federazione Rivoluzionaria Armena, Simon Zavarian.

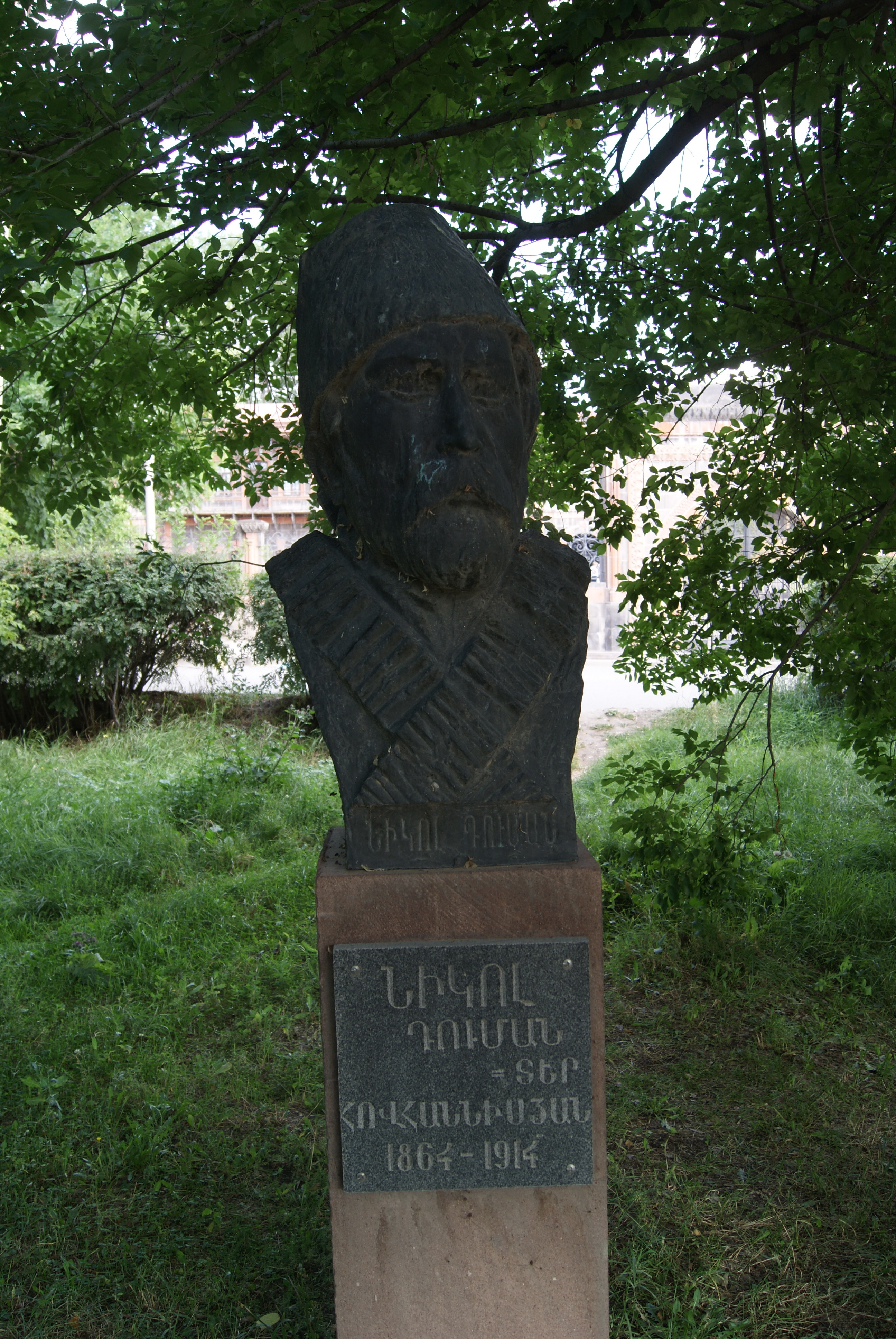
Un busto di Nikol Duman nella città armena di Gyumri

## Memoria
Un museo a lui dedicato sorge nel villaggio natale di Tsaghkashat, Regione di Askeran nel Nagorno Karabakh.